# Elaphidion lanatum
Elaphidion lanatum är en skalbaggsart som beskrevs av Louis Alexandre Auguste Chevrolat 1862. Elaphidion lanatum ingår i släktet Elaphidion och familjen långhorningar.
Artens utbredningsområde är:
- Bahamas.
- Kuba.

Inga underarter finns listade i Catalogue of Life.